# Tristán Canales
Tristán Canales Najjar (24 de mayo de 1951) es un empresario mexicano, uno de los principales directivos de Grupo Salinas y TV Azteca.
Tristán Canales es Abogado egresado de la Universidad Nacional Autónoma de México, antes de unirse a la iniciativa privada ejerció cargos públicos en diferentes áreas del gobierno de México, se desempeñó como tesorero de la Cámara de Diputados de 1973 a 1976, posteriormente fue elegido diputado federal por el XXXVIII Distrito Electoral Federal del Distrito Federal a la LI Legislatura de 1979 a 1982 y en 1993 fue primer director general de Gobierno y luego subsecretario de desarrollo político de la Secretaría de Gobernación, siendo titular de la misma Patrocinio González Garrido.
En 1997 se unió a TV Azteca, donde inicialmente fue nombrado Director de la oficina de la Presidencia, luego fue Vicepresidente de Noticias, asesor de la Oficina de la Presidencia y finalmente director general de Comunicación Corporativa de Grupo Salinas.
En 2015, fue elegido diputado federal y su diputado suplente es Gustavo Sotelo Villegas.